# Grand Central – 42nd Street (métro de New York)
Pour les articles homonymes, voir Grand Central.
Grand Central – 42nd Street est une station souterraine du métro de New York située dans le quartier de Midtown à Manhattan. Elle est située sur deux lignes (au sens de tronçons du réseau), l'IRT Lexington Avenue Line (métros verts) et l'IRT Flushing Line (métros violets) issues du réseau de l'ancienne Interborough Rapid Transit Company (IRT) et est l'un des deux terminus de la S 42nd Street Shuttle. Elle est située sous la gare de Grand Central Station qui dessert entre autres toutes les lignes du Metro-North Railroad allant vers l'est de l'Hudson River. Elle est en outre située en plein cœur de l'un des deux quartiers d'affaires le plus important de New York avec Lower Manhattan. Sur la base de la fréquentation, la station figurait au 2e rang sur 421 en 2012, juste derrière Times Square – 42nd Street.
Au total, sept services y circulent :
- les métros 4, 5 et 7 y transitent 24/7 ;
- les métros 5 et la S 42nd Street Shuttle s'y arrêtent tout le temps sauf la nuit (late nights) ;
- la desserte <6> fonctionne en semaine durant les heures de pointe dans la direction la plus encombrée ;
- la desserte <7> fonctionne en semaine durant les heures de pointe dans la direction la plus encombrée.